# Locketidium bosmansi
Locketidium bosmansi là một loài nhện trong họ Linyphiidae.
Loài này thuộc chi Locketidium. Locketidium bosmansi được Rudy Jocqué miêu tả năm 1981.